# Critique du programme de la navette spatiale
 (juillet 2025).
 (mai 2024).
Les critiques du programme de la navette spatiale viennent d'affirmations selon lesquelles le programme de la navette spatiale de la NASA n'avait pas atteint ses objectifs promis en matière de coût et d'utilité, ainsi que de conception, de coût, de gestion et de sécurité. Foncièrement, il n’a pas réussi à réduire le coût de l’accès à l’espace. Les coûts de lancement par kilogramme de la navette spatiale se sont finalement révélés considérablement plus élevés que ceux des lanceurs non réutilisables. En 2010, le coût par vol de la navette spatiale était de 380 millions € (409 millions de dollars), soit 13 154 € (14 186 dollars) par kilogramme en orbite terrestre basse (OTB). En revanche, le coût comparable du lanceur Proton était de 130 millions € (141 millions de dollars), soit 6 232 € (6 721 dollars) par kilogramme pour l'OTB, et celui du Soyouz 2.1 était de 51 millions € (55 millions de dollars), soit 6 180 € (6 665 dollars) par kilogramme, bien que ces lanceurs ne soient pas réutilisables.
Si tous les coûts de conception et de maintenance sont pris en compte, le coût final du programme de la navette spatiale, moyenné sur toutes les missions et ajusté à l'inflation (de 2008), a été estimé à 1,4 milliard € (1,5 milliard de dollars) par lancement, soit 55 638 € (60 000 dollars) par kilogramme pour l'OTB. Cela doit être mis en contraste avec les coûts initialement envisagés de 241 € (260 dollars) par kilogramme de charge utile en 1972 (environ 1 134 € par kilogramme (555 dollars par livre) en tenant compte de l'inflation jusqu'en 2019).

« La navette spatiale fut designée pour être rentable à un taux de vol hebdomadaire, un but qui n'a jamais été crédible. »

— Michael D. Griffin, administrateur de la NASA, 2007, Aviation Week.
Bien que la navette spatiale ait effectivement servi à entretenir les satellites et les stations spatiales en orbite, elle n’a pas atteint son objectif initial, à savoir permettre un accès régulier et fiable à l’espace, en partie à cause d’interruptions de plusieurs années dans les lancements à la suite des accidents de la navette spatiale. Elle ne fut jamais aussi économique que les fusées à usage unique pour le lancement de satellites. Les pressions budgétaires de la NASA, causées en partie par les coûts quotidiennement élevés du programme de la navette spatiale, éliminèrent les vols spatiaux avec équipage au-delà de l'orbite terrestre basse depuis Apollo et réduisirent considérablement l'utilisation de sondes sans équipage. La promotion et la dépendance de la NASA à l'égard de la navette ralentirent les programmes nationaux de lanceurs commerciaux à usage unique au moins jusqu'à la catastrophe de Challenger en 1986.
Deux des cinq navettes spatiales furent détruites dans des accidents, tuant 14 astronautes : les accidents les plus mortels de la conquête spatiale.

## Objectif du système
Le « Système de Transport Spatial » (nom officiel donné par la NASA au programme global de la navette) a été créé pour transporter les membres d'équipage et les charges utiles sur des orbites terrestres basses. Il permettrait de mener des expériences scientifiques à bord de la navette pour étudier les effets du vol spatial sur les humains, les animaux et les plantes. D’autres expériences étudieraient comment des objets peuvent être fabriqués dans l’espace. La navette permettrait également aux astronautes de lancer des satellites depuis le vaisseau et même de réparer des satellites déjà dans l'espace. Elle était également destinée à la recherche sur les réponses du corps humain à l'environnement zéro-g.
La navette était initialement présentée comme un véhicule spatial capable de se lancer une fois par semaine et offrant de faibles coûts de lancement grâce à l'amortissement. Les coûts de développement devaient être compensés grâce à un accès fréquent à l'espace : affirmations qui furent faites dans le but d'obtenir un financement budgétaire du Congrès des États-Unis. À partir de 1981, la navette spatiale a commencé à être utilisée pour les voyages spatiaux. Cependant, au milieu des années 1980, l'idée de lancer autant de missions de navette s'est avéré irréaliste et les attentes de lancement furent réduites de 50 %. À la suite de l'accident de Challenger en 1986, les missions furent interrompues dans l'attente d'un examen de sécurité. Cette interruption devint longue et dura finalement près de trois ans alors que les disputes sur le financement et la sécurité du programme se poursuivaient. L'armée recommença en fin de compte à utiliser des lanceurs non réutilisables. Les missions furent de nouveau suspendues après la perte de Columbia en 2003. Au total, 135 missions furent lancées au cours des 30 années qui suivirent le premier vol orbital de Columbia, soit en moyenne environ une tous les 3 mois.

## Coûts
Quelques raisons expliquant les coûts opérationnels plus élevés que prévu sont :
- La NASA obtenu un financement du budget de l'US Air Force en échange de sa contribution au processus de conception. Afin de remplir la mission de l'USAF consistant à lancer des charges utiles en orbite polaire, l'USAF insista et fut très exigeante concernant le fait que la navette devait avoir une portée de mise en orbite très large. Cela nécessita les énormes ailes delta de la navette, qui sont beaucoup plus grandes que les ailes tronquées de la conception originale. En plus d'ajouter de la traînée et du poids (près de 20 pour cent)[16], le nombre excessif de tuiles chauffantes nécessaires pour protéger les ailes delta augmenta considérablement les coûts de maintenance, en plus d'augmenter les risques opérationnels tels que ceux qui aboutirent à la catastrophe de Columbia[17].
- L'USAF dupliqua toute l'infrastructure nécessaire au lancement et à l'entretien de la navette spatiale à la base aérienne de Vandenberg en Californie, pour un coût de plus de 3,71 milliards € (4 milliards de dollars). À la suite de l'explosion de Challenger, l'installation fut démantelée après n'avoir jamais lancé une seule mission de navette.
- L'ingénieur aérospatial Robert Zubrin décrivit la navette comme ayant été conçue « à l'envers » dans le sens où l'orbiteur, la partie la plus difficile à récupérer, est rendue récupérable, tandis qu'une partie du booster (le réservoir de carburant liquide) est jetée même si elle est plus facile à récupérer car elle ne vole pas aussi haut et aussi vite[18].
- La maintenance des tuiles de protection thermique était un processus très laborieux et coûteux, avec quelque 35 000 tuiles devant être inspectées individuellement et chaque tuile étant spécialement fabriquée pour un emplacement spécifique de la navette[19].
- En raison de la complexité des moteurs RS-25, ils devaient être retirés après chaque vol pour une inspection approfondie et un entretien méticuleux. Avant la livraison des moteurs Block II, le composant principal du moteur, la turbopompe, devait être retiré, démonté et révisé après chaque utilisation[20],[21].
- Les propulseurs toxiques utilisés pour les propulseurs OMS/RCS nécessitaient une manipulation particulière, pendant laquelle aucune autre activité ne pouvait être effectuée dans les zones partageant le même système de ventilation. Ce qui augmentait les délais de manœuvres.
- Le taux de lancement fut nettement inférieur à celui initialement prévu. Sans réduire les coûts d'exploitation absolus, un plus grand nombre de lancements par an entraîne un coût par lancement inférieur. Certaines premières études hypothétiques examinèrent la possibilité d'effectuer 55 lancements par an (voir ci-dessus), mais le taux de lancement maximum possible fut limité à 24 par an en fonction de la capacité de fabrication du centre d'assemblage de Michoud en Louisiane qui construisait le réservoir externe. Au début du développement de la navette, le taux de lancement prévu était d'environ 12 par an[22]. Les taux de lancement atteignirent un sommet de 9 par an en 1985 mais étaient en moyenne de 4,5 pour l'ensemble du programme.
- Lorsque la décision fut prise sur les principaux contracteurs de la navette en 1972, le travail fut réparti entre les entreprises pour rendre le programme plus attractif aux yeux du Congrès, comme le contrat pour les propulseurs d'appoint à poudre à Morton Thiokol dans l'Utah. Au cours du programme, cela augmenta les coûts opérationnels, même si la consolidation de l'industrie aérospatiale américaine dans les années 1990 signifiait que la majorité des dépenses du programme de navette étaient désormais confiées à une seule société : la United Space Alliance, une entreprise commune de Boeing et Lockheed Martin.

## Questions et problèmes culturels
« Pour qu'une technologie réussisse, la réalité doit passer avant les relations publiques, car la nature ne peut être berné. »

— Richard Feynman, Rapport de la Commission Rogers sur l'accident de la navette spatiale Challenger.
Certains chercheurs critiquèrent un changement généralisé dans la culture de la NASA, qui s'éloigne de la sécurité afin de garantir que les lancements aient lieu en temps régulier, ce qu'on appelle parfois la « go fever » (« fièvre du go », terme utilisé pour décrire le caractère imminent d'un lancement). Il semblerait que la haute direction de la NASA adopta cette priorité moindre en matière de sécurité dans les années 1980, tandis que certains ingénieurs restaient méfiants. Selon la sociologue Diane Vaughan, les programmes de lancement agressifs apparurent dans les années Reagan comme une tentative de réhabiliter le prestige américain de l'après-Vietnam.
Le physicien Richard Feynman, chargé de l'enquête officielle sur la catastrophe de Challenger, écrivit dans son rapport que les ingénieurs de la NASA estimaient le risque d'échec de la mission « de l'ordre d'un pour cent », ajoutant : « D'un autre côté, les responsables prétendaient croire que la probabilité d'un échec était mille fois moindre ». L'une des raisons pourrait être une tentative d'assurer au gouvernement la perfection et le succès de la NASA afin d'assurer l'approvisionnement en fonds. L'autre pourrait être qu'ils y croyaient sincèrement, démontrant un manque considérable de communication entre eux et leurs ingénieurs en activité.
Malgré les avertissements de Feynman, et malgré le fait que Vaughan ait siégé aux conseils et comités de sécurité de la NASA, la couverture médiatique qui suivi trouva des preuves que le relatif mépris de la NASA pour la sécurité persistait. Par exemple, avant la catastrophe de Columbia, la NASA écarté le risque de rupture de petits morceaux de mousse au lancement et supposa que l'absence de dommages causés par des collisions de mousse antérieures suggérait que le risque futur était faible.

## Opérations techniques de la navette

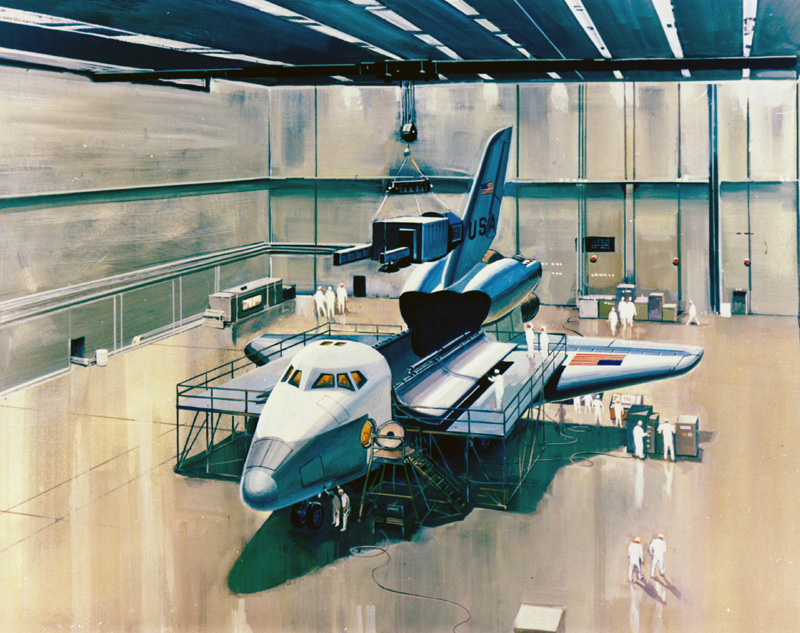
La vision originale et simplifiée de la vérification au sol de la navette spatiale.

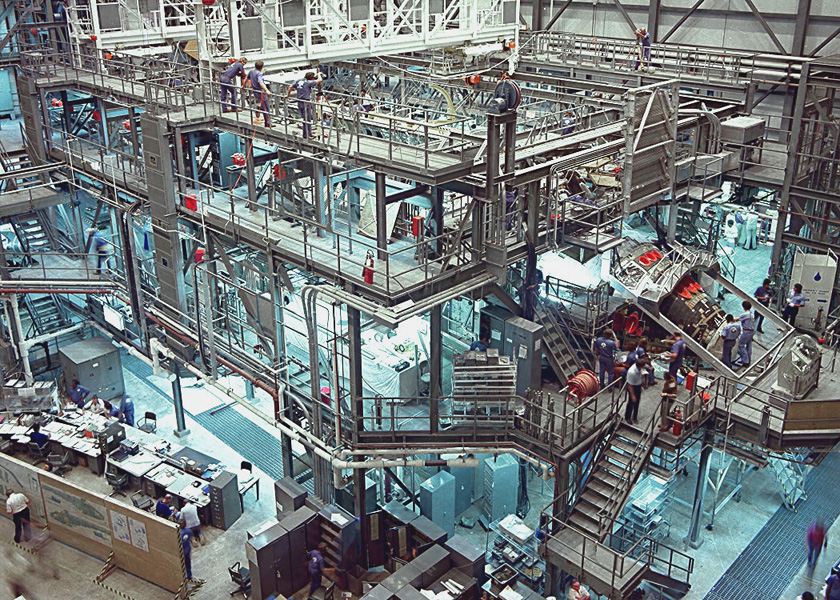
Vérification au sol réel de la navette spatiale, beaucoup plus complexe et beaucoup plus lent.

La navette fut initialement conçue pour fonctionner comme une sorte d'avion de ligne. Après l'atterrissage, l'orbiteur serait vérifié et commencerait à être accouplé aux propulseurs du réservoir externe et serait prêt à être lancé en à peine deux semaines.
En pratique, avant la perte de Challenger, environ la moitié du temps d'exécution après une mission était constituée de tests et de modifications non planifiés basés sur des événements inattendus survenus pendant le vol. Le processus prenait généralement des mois ; Atlantis établit le record pré-Challenger en lançant deux fois en 54 jours, tandis que Columbia établit le record post-Challenger de 88 jours. L'objectif du programme de la navette, qui était de ramener son équipage sur Terre en toute sécurité, était en conflit avec l'objectif d'un lancement rapide et peu coûteux de la charge utile. De plus, comme dans de nombreux cas il n'existait aucun mode d'abandon permettant de survivre, de nombreux éléments matériels devaient fonctionner sans fautes et nécessitaient donc une inspection minutieuse avant chaque vol. Le résultat était un coût de main-d'œuvre élevé, avec environ 25 000 travailleurs dans les opérations de la navette et des coûts de main-d'œuvre d'environ 1 milliard de dollars par an.
Certaines fonctionnalités de la navette initialement présentées comme importantes pour le support d'une station spatiale se sont révélées superflues :
- Comme les Soviétiques l’ont démontré, les capsules et les cargos de ravitaillement sans équipage suffisent à approvisionner une station spatiale.
- La politique initiale de la NASA consistant à utiliser la navette pour lancer toutes les charges utiles sans équipage a décliné en pratique et a finalement été abandonnée. Les lanceurs à usage unique se révélèrent beaucoup moins chers et plus flexibles.
- À la suite de la catastrophe de Challenger, l'utilisation de la navette pour transporter les puissants étages supérieurs Centaur à ergols liquide prévus pour les sondes interplanétaires fut exclue pour des raisons de sécurité de la navette[27],[28].
- Les retards inattendus de la navette l'ont également amenée à rater des fenêtres de lancement étroites.
- Les progrès technologiques ont rendu les sondes plus petites et plus légères. En conséquence, de nombreuses sondes robotiques et satellites de communication peuvent désormais utiliser des lanceurs non réutilisables, tels que la Delta et l'Atlas V, qui sont moins chers et perçus comme plus fiables que la navette.
- Les progrès technologiques se produisent aujourd’hui beaucoup plus rapidement qu’au cours des années de développement de la navette. Ainsi, l’idée selon laquelle la navette serait utile pour récupérer des satellites coûteux en vue de leur retour sur Terre pour être remis à neuf et mis à jour avec de nouvelles technologies est obsolète ; les coûts ont baissé et les capacités ont tellement augmenté qu'il est désormais bien plus rentable d'abandonner les vieux satellites et de simplement en lancer de nouveaux.

## Accidents

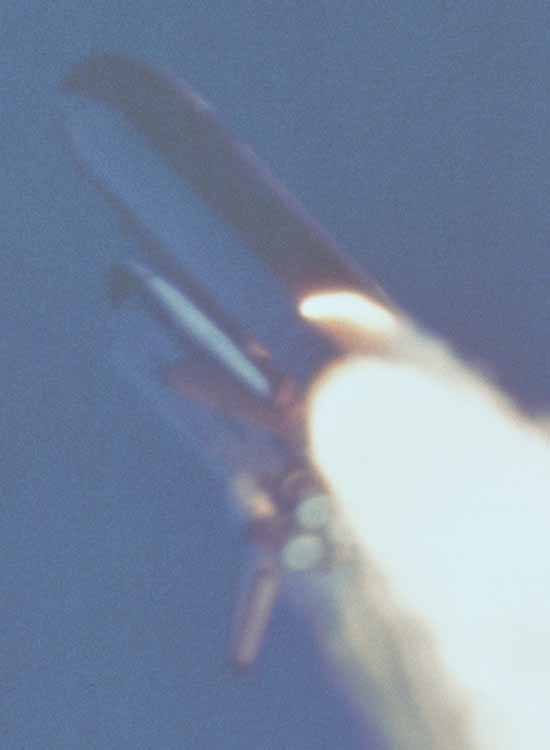
Le joint torique du booster qui « fuite » est la cause de l'accident de Challenger.

Même si les détails techniques des accidents de Challenger et de Columbia sont différents, les problèmes organisationnels présentent des similitudes. Les préoccupations des ingénieurs de vol concernant d'éventuels problèmes n'ont pas été correctement communiquées ni comprises par les hauts responsables de la NASA. Le véhicule donnait suffisamment d'avertissement à l'avance en cas de problèmes anormaux. Une structure bureaucratique à plusieurs niveaux et axée sur les procédures entravait la communication et les actions nécessaires.
Avec Challenger, un joint torique s'est érodé lors des lancements de navettes précédents, alors qu'il n'aurait jamais dû. Pourtant, les gestionnaires estimaient que, comme l'érosion n'était pas supérieure à 30 % auparavant, cela ne constituait pas un danger car il y avait « une marge de sécurité d'un facteur trois » (en réalité, la pièce était tombée en panne et il n'y avait aucun facteur de sécurité). Morton-Thiokol conçut et fabriqua les boosters, et lors d'une conférence téléphonique préalable au lancement avec la NASA, Roger Boisjoly, l'ingénieur Thiokol le plus expérimenté en matière de joints toriques, supplia à plusieurs reprises la direction d'annuler ou de reprogrammer le lancement. Il fit part de ses craintes que les températures inhabituellement basses ne durcissent les joints toriques, empêchant une étanchéité complète lors de la flexion des segments du moteur-fusée, ce qui était exactement ce qui se produisit lors du vol mortel. Cependant, les hauts responsables de Thiokol, sous la pression de la direction de la NASA, ont annulé sa décision et autorisé le lancement. Une semaine avant le lancement, le contrat de retraitement des propulseurs à poudre de Thiokol devait également être revu, et l'annulation du vol était une action que la direction de Thiokol voulait éviter. Les joints toriques de Challenger s'érodèrent entièrement comme prévu, entraînant la destruction complète du vaisseau spatial et la mort des sept astronautes à bord.
Columbia fut détruite en raison d'une protection thermique endommagée par des débris de mousse qui se détachèrent du réservoir externe lors de l'ascension. La mousse n'avait pas été conçue ni prévue pour se briser, mais il fut observé par le passé qu'elle se détachait sans incident. Les spécifications techniques originales de la navette indiquaient que les tuiles de protection thermique de l’orbiteur n’étaient pas du tout conçues pour résister aux impacts de débris. Au fil du temps, les responsables de la NASA acceptèrent progressivement davantage de dommages aux tuiles, de la même manière que les dommages aux joints toriques étaient acceptés. La Commission d'enquête sur l'accident de Columbia appela cette tendance la « normalisation de la déviance » : une acceptation progressive d'événements en dehors des tolérances de conception de l'engin simplement parce qu'ils n'avaient pas été catastrophiques jusqu'à présent.

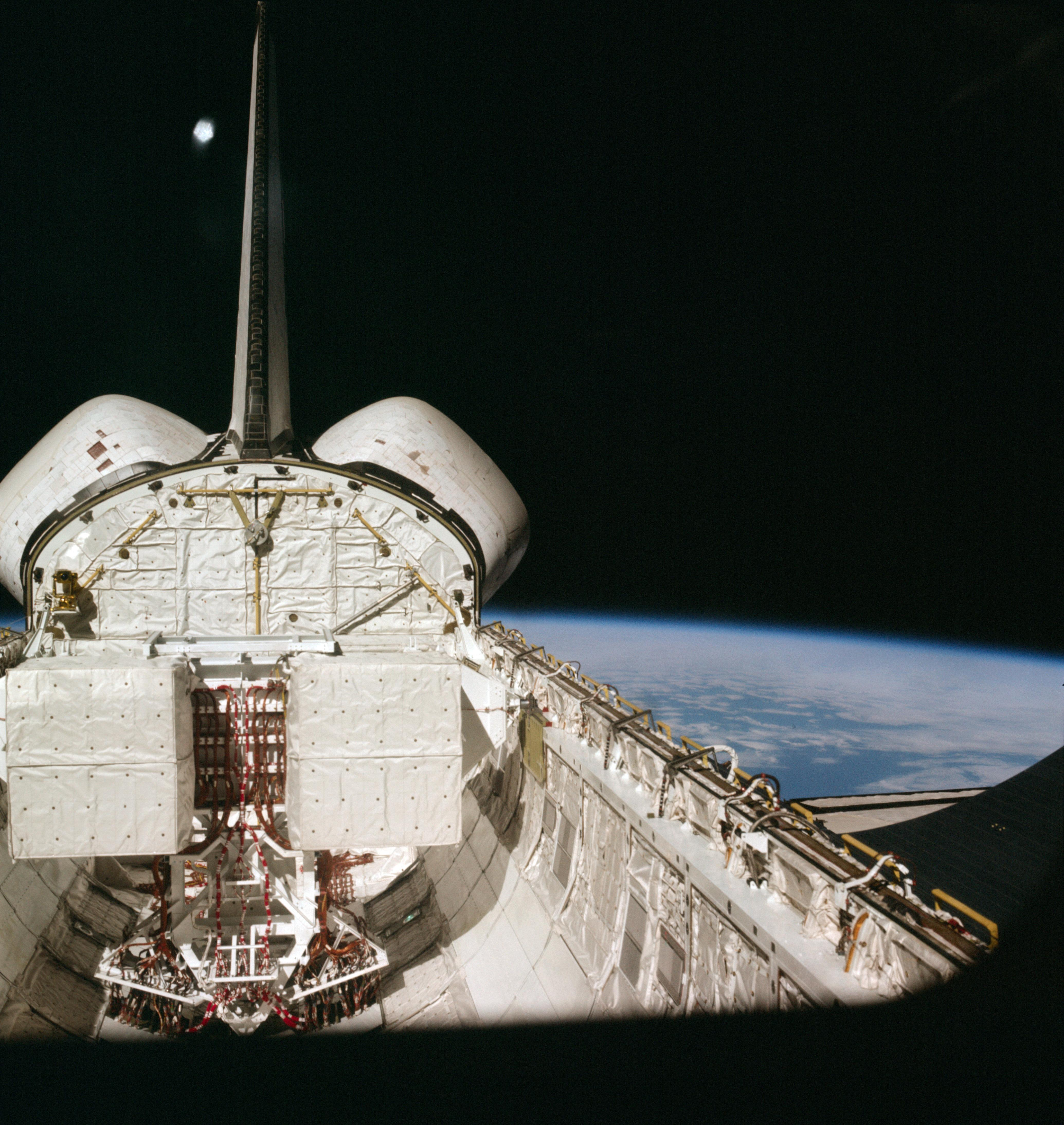
Photo de STS-1 montrant des tuiles thermiques manquantes sur les modules OMS à gauche et à droite de l'aileron verticale.

Le sujet des tuiles thermiques manquantes ou endommagées sur la flotte des navettes n'est devenu un problème qu'après la perte du Columbia en 2003, celle-ci se désintégrant durant sa rentrée. En réalité, les navettes étaient auparavant revenues avec jusqu'à 20 tuiles manquantes sans aucun problème. STS-1 et STS-41 avaient tous deux volé avec des tuiles thermiques manquantes dans les modules du système de manœuvre orbital (visibles par l'équipage). Le problème sur Columbia était que les dommages provenaient d'un impact de mousse sur le panneau de bord d'attaque renforcé encarbone-carbone de l'aile, et non sur les tuiles thermiques. La première mission de navette, STS-1, comportait un dispositif de remplissage en saillie qui détournait les gaz chauds vers le passage de roue droit lors de la rentrée, entraînant une déformation de la trappe du train d'atterrissage principal droit.

### Facteurs à risques

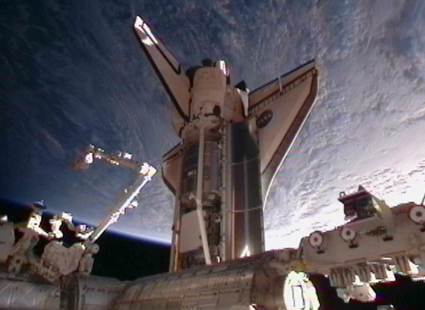
Discovery sur l'ISS en 2011 (STS-133).

Un exemple d'analyse des risques techniques pour une mission STS est l'itération SPRA 3.1 des principaux contributeurs de risques pour STS-133, :
1. Frappes de débris orbitaux de micro météoroïdes.
2. Défaillance catastrophique causé par les RS-25 (moteurs principaux de la navette spatiale).
3. Des débris d'ascension frappant le TPS menant au LOCV en orbite ou à la rentrée.
4. Erreur de l'équipage lors de la rentrée.
5. Défaillance catastrophique du RSRM provoqué par le RSRM (moteurs fusées des boosters).
6. Panne du COPV (réservoirs à l'intérieur de l'orbiteur qui contiennent du gaz à haute pression).

John Young et Jerry L. Ross faisaient partie de ces astronautes qui pensaient que la navette a toujours été un engin expérimental, et non un véhicule opérationnel pour des vols spatiaux de routine, comme le déclara le président Ronald Reagan après STS-4. Rick Hauck dit en 2017 qu'avant STS-1, il avait vu une analyse estimant le risque de perte du véhicule à 1 sur 280, mais une étude interne d'évaluation des risques de la NASA (menée par le Shuttle Program Safety and Mission Assurance Office au Johnson Space Center) publié fin 2010 ou début 2011 concluait que l'agence avait sérieusement sous-estimé le niveau de risque lié aux opérations de la navette. Le rapport évalue qu'il y avait 1 chance sur 9 qu'une catastrophe se produise au cours des neuf premiers vols de la navette, mais que les améliorations en matière de sécurité ont ensuite amélioré ce rapport de risque à 1 sur 90. En 1984, Reagan signa une directive de sécurité nationale stipulant que la navette ne serait pas « pleinement opérationnelle » tant qu'elle ne pourrait pas effectuer 24 missions par an, peut-être d'ici 1988 ; la navette ne vola jamais plus souvent que les neuf missions de 1985, et effectua en moyenne environ six missions par an entre 1988 et 2003.
Bien que de nombreux astronautes de la NASA aient critiqué le programme de spécialiste de charge utile, en partie parce qu'ils ne pensaient pas que des étrangers moins formés étaient pleinement conscients des risques des vols spatiaux, les astronautes à plein temps ne l'étaient peut-être pas non plus. Charles Bolden fut étonné d'apprendre après la perte de Columbia que les bords d'attaque « impénétrables » des ailes du véhicule qu'il a piloté pendant 14 ans avaient moins d'un pouce d'épaisseur. En octobre 1982, la NASA prévoyait 37 vols de navette d'ici le début de 1986, mais la perte de Challenger était le 25e vol de navette. Hauck, avec beaucoup d'expérience dans le pilotage d'avions dangereux à la Naval Test Pilot School des États-Unis, déclara : « Si je savais à l'avance qu'un sur vingt-cinq échouerait, j'y réfléchirais probablement à deux fois avant de piloter trois fois (comme je l'ai fait) sur le premier des vingt-six vols ».

## Rétrospectivement
Bien que le système ait été développé dans le cadre des estimations initiales de coût et de temps données au président Richard M. Nixon en 1971, les coûts opérationnels, le taux de vol, la capacité de charge utile et la fiabilité au moment de l'accident de Columbia en février 2003 se sont révélés bien pires qu'à l'origine anticipé. Un an avant le lancement de STS-1 en avril 1981, Gregg Easterbrook dans le Washington Monthly prévoyait de manière assez juste de nombreux problèmes de la navette. Notamment un calendrier de lancement trop ambitieux et, par conséquent, un coût marginal par vol plus élevé que prévu ; les risques de dépendre de la Navette pour toutes les charges utiles, civiles et militaires ; l'absence de scénario d'abandon permettant de survivre en cas de panne d'un booster ; et la fragilité du système de protection thermique de la navette,.

Afin de faire approuver la navette, la NASA promit trop sur ses économies et son utilité. Pour justifier le coût fixe très élevé de son programme opérationnel, la NASA força initialement l'embarquement de toutes les charges utiles nationales, internes et du ministère de la Défense à utiliser sur la navette[réf. nécessaire]. Lorsque cela s'avéra impossible (après le désastre de Challenger ), la NASA utilisa la Station spatiale internationale (ISS) comme justification de la navette. L'administrateur de la NASA, Michael D. Griffin, déclara dans un article de 2007 que le programme Saturn, que s'il avait été poursuivi, aurait pu fournir six lancements en équipage par an, dont deux vers la Lune, au même coût que le programme de la navette, avec une capacité supplémentaire de charge utile et d'infrastructure pour d’autres missions :

« Si nous avions fait tout cela, nous serions sur Mars aujourd’hui, et nous n’en parlerions pas pour "les 50 prochaines années". Nous aurions des décennies d’expérience dans l’exploitation de systèmes spatiaux de longue durée en orbite terrestre, et des décennies similaires d’expérience dans l’exploration et l’apprentissage de l’utilisation de la Lune. »

Certains affirmèrent que le programme de navette présentait trop de défauts. La réalisation d'un véhicule réutilisable avec la technologie du début des années 1970 força des décisions de conception qui compromettaient la fiabilité opérationnelle et la sécurité. Les moteurs principaux réutilisables sont devenus une priorité. Cela nécessitait qu'ils ne brûlent pas lors de leur rentrée atmosphérique, ce qui faisait de leur montage sur l'orbiteur lui-même (la seule partie du système de la navette où la réutilisation était primordiale) une décision apparemment logique. Cependant, cela a eu les conséquences suivantes :[réf. nécessaire]
- Une conception de moteur dite « feuille propre » plus coûteuse était nécessaire, utilisant des matériaux plus coûteux, par opposition aux alternatives disponibles dans le commerce existantes et prouvées (telles que ceux de la Saturn V).
- Une augmentation des coûts de maintenance continue liés au fait de maintenir les SSME réutilisables en état de vol après chaque lancement, coûts qui au total pourraient avoir dépassé ceux de la construction de moteurs principaux jetables pour chaque lancement.

Une préoccupation exprimée par la Commission Augustine en 1990 était que « le programme spatial civil dépend trop de la navette spatiale pour accéder à l'espace ». La commission souligna « qu'il était par exemple inapproprié, dans le cas de Challenger, de risquer la vie de sept astronautes et de près d'un quart des moyens de lancement de la NASA pour mettre en orbite un satellite de communication ».
Certaines technologies dérivées de la NASA liées au programme de la navette spatiale furent développées avec succès en produits commerciaux, telles que l'utilisation de matériaux résistants à la chaleur développés pour protéger la navette lors de sa rentrée dans des combinaisons pour les pompiers municipaux et de sauvetage aérien.